# Castellar (Spanyolország)
Castellar egy község Spanyolországban, Jaén tartományban. Castellar Montizón, Chiclana de Segura, Sorihuela del Guadalimar, Villanueva del Arzobispo, Iznatoraf, Santisteban del Puerto és Villamanrique községekkel határos. Lakosainak száma 3156 fő (2024).

## Népesség
A település népessége az elmúlt években az alábbi módon változott:
| Lakosok száma | 3684 | 3737 | 3654 | 3601 | 3543 | 3470 | 3389 | 3314 | 3209 | 3156 |
|               | 2001 | 2004 | 2007 | 2009 | 2012 | 2014 | 2017 | 2019 | 2022 | 2024 |